# Český pavilon na Světové výstavě 2015
Český pavilon na světové výstavě Expo 2015 v Miláně představil českou kulturu a špičkovou modulární architekturu. Uvnitř samotné budovy se nacházely různé expozice charakterizující Českou republiku, před ním se nacházel bazén a bufet. Za celou světovou výstavu ho navštívilo 2 500 000 návštěvníků, průměrně 13 586 za den. Pavilon a další s ním spojené náklady vyšly na 100 milionů korun, celkově pro českou účast stát vyhradil 230 milionů korun.
Český pavilon byl na světové výstavě úspěšný a získal několik ocenění, například jako nejpohodovější pavilon, pavilon nejvstřícnější k dětem či pavilon s nejhezčí střešní zahradou, mezi tři nejlepší se dostala také restaurace Českého pavilonu. Největší oceněním Českého pavilonu bylo třetí místo za nejlepší architekturu od Mezinárodního úřadu pro výstavnictví (který EXPO pořádal), v kategorii pavilonů do 2000 metrů čtverečních.
Český pozemek a pavilon se nacházel na severozápadní straně výstavy, poblíž hlavního vchodu a u budovy Expo Centre. Po levé straně Českého pavilonu byly stánky jednotlivých korporačních značek a po pravé straně byl Bahrajnský pavilon, zezadu byla umělá vodní plocha.
Generálním komisařem byl Jiří František Potužník, který jako první komisař využil model PPP, tedy sdílení soukromých a veřejných financí.

## Výběrové řízení
Na konci roku 2013 proběhlo vyhodnocení soutěže o návrh na český pavilon pro Světovou výstavu EXPO 2015. Poprvé v historii nebylo vypsáno výběrové řízení zvlášť na ideové řešení, architekta a stavitele. Konkurzu se mohly zúčastnit jen subjekty, které se zaručí, že zajistí architektonický návrh i realizaci stavby, pronajmou pavilon státu na dobu 10 měsíců konání výstavy a po jejím skončení s pavilonem naloží podle svého. Vítězem se tak stala vizovická společnost KOMA MODULAR, která ve spolupráci s architektonickým ateliérem CHYBIK+KRISTOF Associated Architects z Brna vytvořila koncepci demontovatelného pavilonu, složeného z prefabrikovaných modulů. Architektonické řešení navrhli Ondřej Chybík a Michal Krištof.

## Nápad
Návrh využíval modulární výstavby, jejíž hlavní výhodou je snadná demontáž a možnost přesunu a dalšího využití i po skončení výstavy. Záměrem autorů bylo, aby byl tento pavilon po skončení výstavy dále využit ke stavbě mateřské školky. Snaha o vytvoření takového řešení, které bude mít využití i po výstavě, vycházela z osudu československého pavilonu pro EXPO v roce 1958 v Bruselu, který vytvořil jedinečný a vzácný prvek v mozaice pozoruhodných staveb moderní architektury v Praze.

## Popis
Český pavilon byl vysoký 15 metrů a měl tři patra. Venku před pavilonem byl bufet, amfiteátr a brouzdaliště s obří sochou ptáka uprostřed. Exponát společnosti Nafigate Corporation, a.s. od výtvarníka Lukáše Rittsteina byl zároveň fontánou, symbolizující filtrování vody pomocí moderních nanotechnologií.
V přízemí budovy se nacházela restaurace s českou kuchyní a široké schodiště vedoucí do prvního patra. V prvním patře se nacházela národní expozice s názvem „Země příběhů a fantazie“, ve které se v průběhu výstavy vystřídaly expozice z 8 vybraných krajů České republiky, dále Laboratoř ticha/Český les prezentující českou přírodu a umění a zázemí pro návštěvy a personál. Druhému patru dominovala originální expozice z dílen studentů ČVUT a kinetická plastika z optických vláken společnosti Lasvit, jejímž autorem je Maxim Velčovský. Plastika protínala celý pavilon od stropu do přízemí a připomínala prameny vody nebo umělý vodopád. Ve druhém patře se dále nacházel VIP salonek. Třetí patro sloužilo z půlky jako venkovní terasa se zahradou a další umělecká expozice.
Celková plocha českého pozemku na Expu tvořila 1360 m², expozice byly na 700 m² a zastavěná plocha samotné budovy na 540 m². Pavilon vážil 420 tun, jeho podesta 60 t.

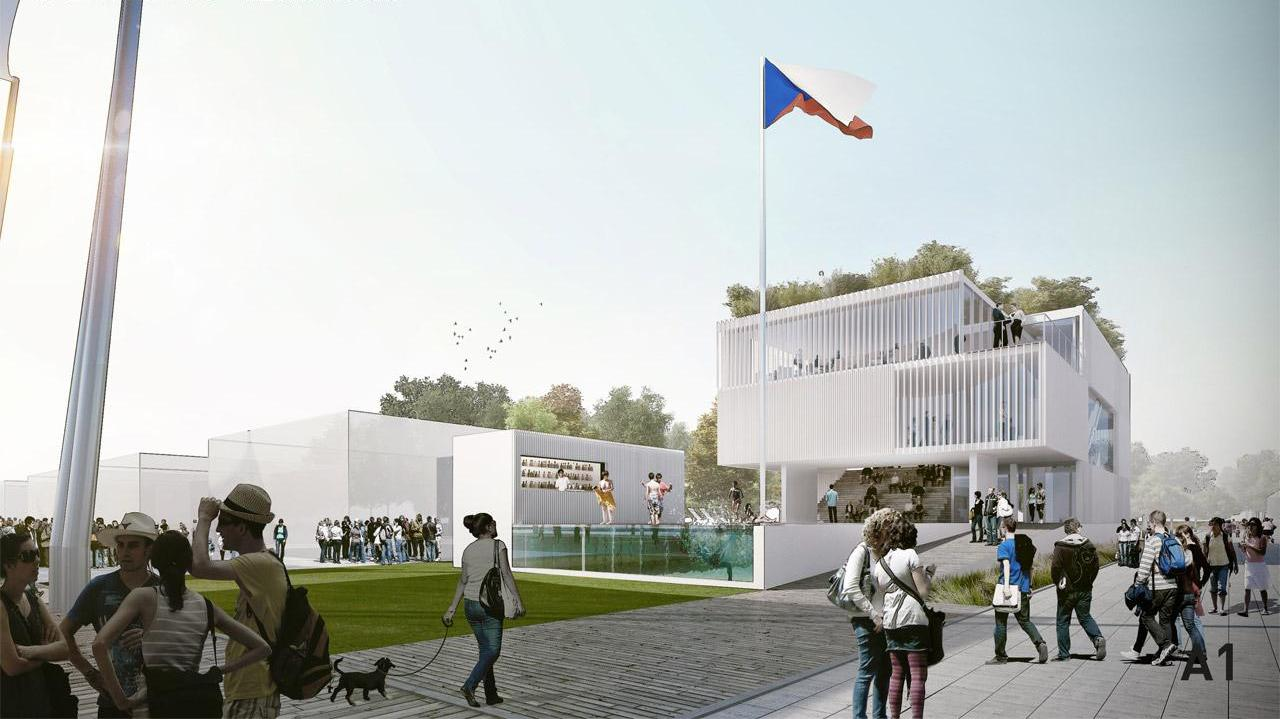
Český pavilon EXPO 2015 – vizualizace

### Bazén
Jedno z nosných témat českého pavilonu byl bazén s objemem 37 m³, který symbolizoval silnou tradici v lázeňství anebo odvěkou českou touhu po moři. Ten byl umístěn na nádvoří a návštěvníci se zde mohli v letním horku koupat. Na základě soutěže mezi českými designéry byl vybrán moderní návrh plavek, který reprezentoval současný český oděvní design a podle plánů autorů měly tyto plavky být jakousi ozvěnou na plážích světa i po skončení Světové výstavy. Návštěvníci měli tyto plavky s potiskem obdržet místo informačních materiálů, což byl další ekologický záměr, neboť se tím měl eliminovat papírový odpad z nepotřebných letáků, které brzy ztrácejí svou funkci, zatímco plavky mohou jejich majitelé používat ještě několik let po skončení výstavy. Konstrukce bazénu měla také již vymyšlenou funkci – po výstavě mohl být převezen do Prahy a umístěn na náplavce, čímž mohl být ještě více posílen okruh aktivit, které se odehrávají na poli oživení veřejného prostoru českého hlavního města.

### Ekologie
Konstelace podmínek výběru českého pavilonu byla více než příznivá právě k použití prefabrikovaného modulárního systému. Byla to na jedné straně již zmíněná možnost jeho recyklace a s tím související charakter ekologičnosti a šetrnosti. Druhou výhodou byla skutečnost, že se jednalo o provokativní element v současném stavebnictví, podobně jako pohledový beton, který se ale již pomalu i v Česku stává oblíbeným a vyhledávaným charakterovým rysem modernity a novodobé krásy. Stejně jako u betonu totiž záleží na tom, v jaké kvalitě se konstrukce vyrobí. Příklady krásných staveb z kontejnerů již existují po celém světě a je jen otázkou času, kdy se i ony dostanou do módy. Češi sice nejsou první, kdo by na světové výstavě kontejnery použil, ale dosud se jednalo spíše o vzdor a poukázání na konstruktivistickou podstatu architektury. Cílem ateliéru Chybík Krištof bylo ale využití modulů k vytvoření prostředí s vysokou estetickou hodnotou. Dokazují to jejich slova: „Pavilon je domem i zážitkem. Navrhujeme suverénní architekturu se soudobým výrazem, odkazujícím na jednoduchost národního stylu – modernismu.“

### Laboratoř ticha
Výraznou audiovizuální instalací, která zaujala pozornost médií je Laboratoř ticha. Jde o multidimenzionální projekt, který měl představit živý les vsazený do futuristické laboratoře, která díky moderním technologiím umožní návštěvníkům nahlédnout do buněčné úrovně lesního biotopu. Kromě živých rostlin a futuristických květníků jsou součástí instalace také interaktivní kamery, projekční plochy, mikrofony, automatizované systémy na zavlažování a klimatizaci. Projekt připravovala společnost Full Capacity v úzké spolupráci s ČVUT a s Institutem intermédií. Hlavními autory projektu byli Jan Tůma a David Sivý.

## Myšlenka, prezentace Česka
Česká republika byla na EXPO 2015 prezentována jako země střízlivé elegance a mimořádného vědomostního bohatství. Vše se odvíjelo od tématu výstavy „Potraviny pro planetu, energie pro život". V pavilonu se propojovala funkcionalisticky vyhlížející modulární budova s organickou expozicí, která formou děl současných tvůrců představovala inovace a objevy českých vědců. Návštěvníci národního pavilonu měli šanci vidět nanotechnologie čistící vodu, rozluštěný genetický kód pšenice, vakcíny pro hospodářská zvířata i léky proti chorobám vyvolávaných špatnou životosprávou, projekty na ochranu ohrožených živočišných druhů, patentovanou nízkoenergetickou laboratoř a nebo také hybridní solární panel.

## Ohlasy

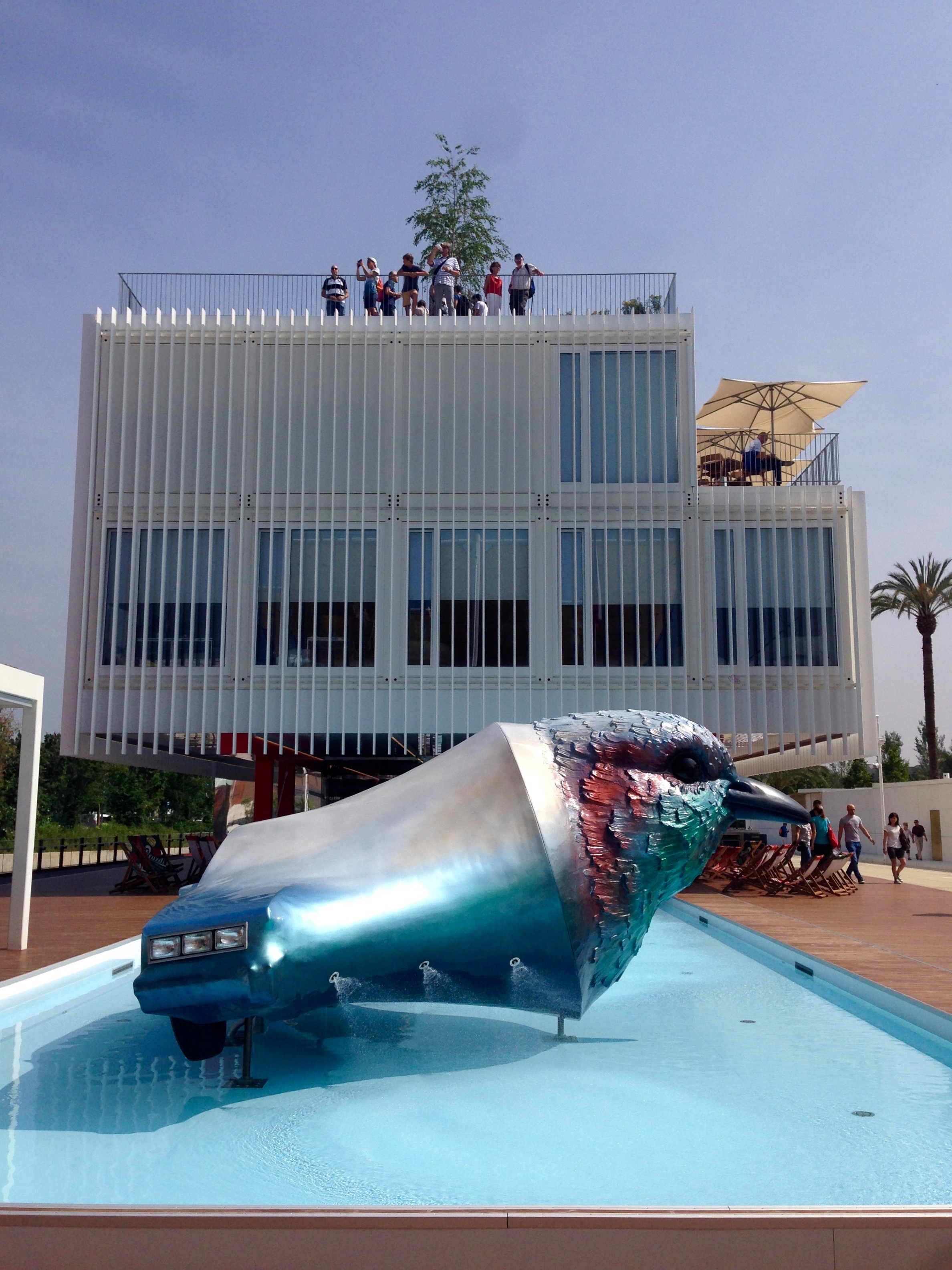
Pohled zepředu

Architekt David Vávra, předseda české poroty, která vítěze vybrala, sice vyjádřil zklamání, že se mezi soutěžními projekty nenašel žádný, který by byl výraznou architekturou, ale tuto zdrženlivost vysvětlili autoři vítězného návrhu právě snahou vyhovět požadavkům autorů celkové koncepce výstavy soustředěním se spíše na nápad a trvalou udržitelnost, než na krátkodobý efekt překvapení. „Komorní a kompaktní formou pavilonu se snažíme vyhnout tvarovým a tendenčním trapnostem upadajícím v zapomnění,“ vysvětlili vítězové svůj úhel pohledu.

## Využití po skončení výstavy
Český pavilon byl po skončení výstavy za 135 dní rozebrán a jeho původní pozemek byl vrácen organizátorům. Z 55 zemí, které stavěly vlastní pavilony, byla ČR první, která prázdný pozemek odevzdala. Později se v Česku pavilon objevil na veletrhu FOR ARCH, součástí byly i přednášky o pavilonu. Uvažovalo se o umístění pavilonu na pražské výstaviště, kde by se z něj staly kancelářské prostory, ještě před výstavbou pavilonu se uvažovalo o umístění u Vltavy v Praze. O levné výstavbě zdejší filharmonie z českého pavilonu EXPO 2015 se uvažovalo také v Českých Budějovicích.
Pavilon si nakonec vzala do svého Vizovického sídla firma KOMA Modular, která ho také realizovala. Od roku 2018 slouží jako administrativní budova.